# چن جین
چن جین (陈瑾؛ زادهٔ ۴ مهٔ ۱۹۶۴) بازیگر اهل چین است.
از فیلم‌ها یا مجموعه‌های تلویزیونی که وی در آن‌ها نقش داشته است، می‌توان به نفرین گل طلایی اشاره نمود.